# Алаферовский, Юрий Петрович
Ю́рий Петро́вич Алаферо́вский (11 июня 1942 года, Новосибирск, РСФСР, СССР — 26 мая 2009 года, там же) — российский государственный деятель, член Совета Федерации РФ.

## Биография
Родился 11 июня 1942 года в Новосибирске. Окончил Новосибирский институт инженеров железнодорожного транспорта.
- 1964—1968 гг. — мастер, прораб в строительных организациях.
- 1970—1973 гг. — старший инженер дорожной технологической лаборатории службы пути, мастер «Дорстройтреста» на Западно-Сибирской железной дороге.
- 1973—1975 гг. — начальник отдела капстроительства Новосибирского объединённого авиаотряда.
- 1975—1978 гг. — заместитель начальника аэропорта Енисейского авиаотряда, заместитель начальника аэропорта Красноярского авиаотряда.
- 1979—1985 гг. — заместитель начальника Красноярского управления гражданской авиации.

В конце 80-х годов был заместителем начальника Западно-Сибирского управления гражданской авиации.
В 1991—1996 гг был директором новосибирского аэропорта «Толмачёво». В начале 1996 назначен вице-губернатором Новосибирской области, директором департамента транспорта, связи и дорог. Затем в 1998—2000 гг — первым вице-губернатором области, занимался топливно-энергетическим комплексом.
- 2000 г. — руководитель Западно-Сибирского регионального центра валютно-экспортного контроля Министерства финансов РФ.
- 2000—2001 гг. — руководитель новосибирского территориального представительства Министерства по делам федерации, национальной и миграционной политики РФ.
- 2001—2005 гг. — член Совета Федерации РФ от Новосибирской области. В СФ был сначала членом Комитета по вопросам экономической политики (2001—2002), затем — членом Комитета по промышленной политике (2002—2005).

После 2005 года был избран в Новосибирский облсовет и был в нём заместителем председателя и руководителем фракции «Единая Россия».
Член Всероссийской политической партии «Единая Россия», член Регионального политического совета Новосибирского регионального отделения Всероссийской политической партии «Единая Россия».
Умер 26 мая 2009 года в Новосибирске после продолжительной болезни. Похоронен на Заельцовском кладбище.

## Награды и звания
- Орден «Знак Почёта».
- Заслуженный работник транспорта РФ.
- Нагрудный знак «Отличник аэрофлота».